# Moha (football)
Pour les articles homonymes, voir Moha (homonymie).
Mohamed Aiman Moukhliss Agmir, né le 6 février 2000 à Madrid, plus connu sous le nom de Moha, est un footballeur espagnolo-marocain évoluant au poste de milieu de terrain au Barcelona Atlètic en prêt du FC Andorra

## Biographie
Moha est né à Madrid, de deux parents marocains, et possède ainsi également la nationalité marocaine. Il découvre le foot au petit club madrilène de San Blas, avant de rejoindre La Fábrica en 2010,.

### En club
Moha fait ses classes dans les jeunes du Real, assurant notamment le capitanat de l'équipe en UEFA Youth League.
En 2019, il est prêté avec option d'achat au Celta Vigo.
Le 21 août 2020, il signe un contrat de quatre ans au Real Valladolid.

### En équipe nationale
En mai 2017, Moha remporte avec l'équipe d'Espagne des moins de 17 ans le championnat d'Europe face à l'Angleterre.
Le 28 octobre 2017, il fait partie de l'équipe d'Espagne des moins de 17 ans entraînée par Santi Denia qui s'incline devant l'Angleterre en finale de la Coupe du monde disputée en Inde.
Par la suite, avec les moins de 19 ans, il participe au championnat d'Europe des moins de 19 ans en 2019. Lors de cette compétition organisée en Arménie, il est titulaire et joue tous les matchs, portant même le brassard de la Roja lors du match d'ouverture. L'Espagne remporte le tournoi en battant le Portugal en finale.
Initialement hors des radars de la Fédération marocaine malgré sa double nationalité, cette dernière semble finalement décidée à encourager le joueur à renoncer à la nationalité espagnole qu'il a initialement choisi.

## Palmarès

### En sélections
Équipe d'Espagne des moins de 17 ans
- Vainqueur du championnat d'Europe des moins de 17 ans en 2017
- Finaliste de la Coupe du mondes des moins de 17 ans en 2017

 Espagne moins de 19 ans
- Vainqueur du championnat d'Europe des moins de 19 ans en 2019.